# Eutetrapha complexa
Eutetrapha complexa là một loài bọ cánh cứng trong họ Cerambycidae.